# شيبلوي عليا (مياندوآب)
شيبلوي عليا هي قرية في مقاطعة مياندوآب، إيران. عدد سكان هذه القرية هو 1,160 في سنة 2006.